# Junction City, Wisconsin
Junction City là một làng thuộc quận Portage, tiểu bang Wisconsin, Hoa Kỳ. Năm 2006, dân số của làng này là 440 người.